# Завершить историю
«Заверши́ть исто́рию» (англ. Clear History) — американский телефильм, выпущенный в 2013 году компанией HBO. Сценарий к фильму написал Ларри Дэвид, Алек Берг и Дэвид Мэндел, фильм снят Грегом Моттолой. В фильме сыграли Ларри Дэвид, Билл Хейдер, Филип Бейкер Холл, Джон Хэмм, Кейт Хадсон, Майкл Китон, Дэнни Макбрайд, Ева Мендес и Эми Райан.
Премьера фильма состоялась 10 августа 2013 года.

## Сюжет
Натан Фломм, бывший директор компании по маркетингу, намерен отомстить своему бывшему боссу, который заработал миллионы на компании, ранее принадлежавшей ему.

## В ролях
| Актёр             | Роль                         |
| ----------------- | ---------------------------- |
| Ларри Дэвид       | Натан Фломм / Ролли Дэвор    |
| Билл Хейдер       | Рэгс друг Джо                |
| Филип Бейкер Холл | Маккензи прораб              |
| Джон Хэмм         | Уилл Хэни бывший босс Натана |
| Кейт Хадсон       | Ронда Хэни жена Уилла        |
| Майкл Китон       | Джо Стампо рабочий карьера   |
| Дэнни Макбрайд    | Фрэнк лучший друг Натана     |
| Ева Мендес        | Дженифер                     |
| Эми Райан         | Венди бывшая девушка Натана  |
| Джей Би Смув      | Джаспар                      |
| Эми Ландекер      | жена Натана                  |